# Femkronorssedel
Femkronorssedeln var en svensk sedel med ett värde av fem svenska kronor. De första sedlarna av valören utgavs 1890, och hade Moder Svea som motiv (med Gustav Vasa på baksidan). Senare sedlar har haft Gustav VI Adolf (tryckta 1954–1963, med Moder Svea på baksidan) och Gustav Vasa (tryckta 1965–1981, med naturmotiv på baksidan) som motiv. En speciell jubileumssedel gavs också ut 1948 i samband med Gustav V:s nittioårsdag (med stora riksvapnet på baksidan).
Inga femkronorssedlar är längre giltiga som betalmedel. De sista versionerna av sedeln blev ogiltiga i januari 1999. Vid det laget hade det senaste femkronorsmyntet samexisterat med sedlarna sedan 1976. Femkronorsmynt har dock präglats oregelbundet sedan 1800-talet.